# Bệnh viện Nhân dân Gia Định
Bệnh viện Nhân dân Gia Định là một bệnh viện đa khoa hạng 1, tuyến cuối, cấp kỹ thuật chuyên sâu, trực thuộc Sở Y tế Thành phố Hồ Chí Minh, có duy nhất một cơ sở tại địa tại số 01 đường Nơ Trang Long, Phường 7, quận Bình Thạnh, Thành phố Hồ Chí Minh.
Hiện nay bệnh viện còn là nơi thực tập của sinh viên đại học và sau đại học của hai trường đại học y khoa lớn là Đại học Y Dược Thành phố Hồ Chí Minh và Trường Đại học Y khoa Phạm Ngọc Thạch, và các trường đại học khối ngành sức khỏe khác.

## Cơ cấu tổ chức
Bệnh viện Nhân dân Gia Định được Ủy ban nhân dân Thành phố Hồ Chí Minh xếp hạng I, có quy mô lớn với 1.500 giường. Tính đến cuối năm 2024, bệnh viện có 10 phòng chức năng, 34 khoa lâm sàng và 07 khoa cận lâm sàng. Ngoài ra, bệnh viện còn có các đơn vị trực thuộc các Khoa, phòng như Đơn vị suy tim, Đơn vị bàn chân đái tháo đường, Đơn vị u gan, Đơn vị Nghiên cứu lâm sàng - Đổi mới sáng tạo.

### Ban Giám đốc
Giám đốc: TS. BS. Nguyễn Hoàng Hải.
Phó Giám đốc (03):
1. TS. BS. Võ Hồng Minh Công.
2. BS.CKII. Đinh Hữu Hào.
3. TS. BS. Mai Phan Tường Anh.

### Phòng chức năng (10)
1. Phòng Điều dưỡng.
2. Phòng Công tác xã hội.
3. Phòng Công nghệ thông tin.
4. Phòng Tổ chức cán bộ.
5. Phòng Quản lý chất lượng.
6. Phòng Chỉ đạo tuyến.
7. Phòng Tài chính kế toán.
8. Phòng Vật tư, thiết bị y tế.
9. Phòng Hành chánh quản trị.
10. Phòng Kế hoạch Tổng hợp.

### Khoa Lâm sàng (33)

#### Khối Nội (13):
1. Khoa Lão.
2. Khoa Lọc máu.
3. Khoa Nội Thần kinh.
4. Khoa Dinh dưỡng.
5. Khoa Nội hô hấp
6. Khoa Y học cổ truyền.
7. Khoa Nội tiết-Thận.
8. Khoa Nội Tim mạch.
9. Khoa Hồi sức tích cực-Chống độc.
10. Khoa Nội Tiêu hóa.
11. Khoa Tim mạch can thiệp.
12. Khoa Hồi sức tim mạch
13. Khoa Nội cơ xuơng khớp

#### Khối Ngoại (10):
1. Khoa Ngoại thần kinh.
2. Khoa Ngoại lồng ngực - Mạch máu.
3. Khoa Vật lý trị liệu-Phục hồi chức năng
4. Khoa Phẫu thuật tim.
5. Khoa Gây mê hồi sức.
6. Khoa Ngoại tiêu hóa.
7. Khoa Ngoại Thận - Tiết niệu.
8. Khoa Tổng hợp.
9. Khoa Ngoại chấn chương chỉnh hình
10. Khoa Ngoại Gan-Mật_Tụy

#### Khối Sản (05)
1. Khoa Sản phụ.
2. Khoa Sản thường.
3. Khoa Sản bệnh.
4. Khoa Sanh.

#### Khối Nhi (02):
1. Khoa Nhi.
2. Khoa Bệnh lý sơ sinh.

#### Khối Chuyên khoa (03):
1. Khoa Mắt.
2. Khoa Răng Hàm Mặt.
3. Khoa Tai Mũi Họng.

#### Khối tiếp nhận (02):
1. Khoa Khám bệnh.
2. Khoa Cấp cứu.

### Khoa Cận lâm sàng (07)
1. Khoa Sinh hóa Huyết học.
2. Khoa Giải phẫu bệnh.
3. Khoa Kiểm soát Nhiễm khuẩn.
4. Khoa Nội soi-Thăm dò chức năng.
5. Khoa Dược.
6. Khoa Vi sinh.
7. Khoa Chẩn đoán hình ảnh.

## Lịch sử
Bệnh viện được người Pháp thành lập vào đầu thế kỷ 20 với tên gọi Hôpital de Gia Dinh, lúc bấy giờ nằm ở khu vực trung tâm tỉnh lỵ tỉnh Gia Định cũ. Thời Việt Nam Cộng hòa, bệnh viện có tên là Bệnh viện Nguyễn Văn Học (do nằm trên đường Nguyễn Văn Học, nay là đường Nơ Trang Long). Năm 1968, bệnh viện được mở rộng quy mô lên đến 4 tầng, đáp ứng được 500 bệnh nhân nội trú, đồng thời là nơi thực tập của các sinh viên y khoa nên còn được gọi là Trung tâm thực tập y khoa. Tính đến năm 1971, Trung tâm thực tập y khoa Gia Định có 13 khu: ngoại chẩn, nội khoa, nhi khoa, nha khoa, ngoại khoa, giải phẫu, sản khoa, phụ khoa, tai mũi họng, mắt, quang tuyến, thí nghiệm và ngân hàng máu, tiếp liệu y dược cụ.
Năm 1975, bệnh viện mang tên Bệnh viện Nhân dân Gia Định cho đến nay. Ngày 25 tháng 7 năm 2007, bệnh viện khánh thành khu khám bệnh – cấp cứu tại số 10 đường Phan Đăng Lưu, với 4 tầng trên diện tích mặt bằng 2.000 m², có thể tiếp nhận 3.000 lượt bệnh nhân/ngày. Cho đến cuối năm 2024, Khoa Khám bệnh tiếp nhận trung bình hơn 4.500 lượt khám bệnh/ngày. Với nhiều loại hình khám bệnh như khám bệnh BHYT, khám bệnh không BHYT, khám ngoài giờ, khám theo yêu cầu, và khám chuyên gia.